# Peter Nogly
Peter Nogly (ur. 14 stycznia 1947 w Travemünde) – niemiecki piłkarz grający na pozycji środkowego obrońcy lub pomocnika.

## Kariera klubowa
Nogly urodził się w Travemünde na przedmieściach Lubeki, a karierę piłkarską rozpoczął w klubie TSV Travemünde. Był też zawodnikiem innego amatorskiego zespołu,  Eichholzer SV, a następnie trafił do 1. FC Phönix Lübeck. Po grze w Regionallidze odszedł do Hamburger SV w 1969 roku i 16 sierpnia zadebiutował w pierwszej lidze RFN w wygranym 2:1 domowym meczu z 1. FC Kaiserslautern. Od czasu debiutu był podstawowym zawodnikiem HSV, a swój pierwszy sukces osiągnął w 1976 roku, gdy z HSV zdobył Puchar Niemiec. Z kolei w 1977 roku wystąpił w wygranym 2:0 finale Pucharu Zdobywców Pucharów z Anderlechtem. W 1979 roku po raz pierwszy w karierze został mistrzem kraju. Jednocześnie sezon 1978/1979 był ostatnim dla Petera w barwach HSV. Rozegrał dla tego klubu 320 ligowych spotkań i zdobył 38 goli.
Następnie Nogly wyjechał do Stanów Zjednoczonych i występował w tamtejszej lidze NASL. W latach 1980–1981 był zawodnikiem Edmonton Drillers, a w 1982–1983 Tampa Bay Rowdies. Następnie Peter powrócił do ojczyzny i w sezonie 1983/1984 został piłkarzem drugoligowej Herthy BSC. Po roku odszedł do FC St. Pauli, gdzie spędził cały sezon. W latach 1986–1989 był grającym trenerem VfB Lübeck i zaliczył jedno spotkanie w barwach tej drużyny.
| Sezon   | Klub                | Kraj              | Rozgrywki     | Mecze | Bramki |
| ------- | ------------------- | ----------------- | ------------- | ----- | ------ |
| 1967/68 | 1. FC Phönix Lübeck | RFN               | Regionalliga  | 32    | 12     |
| 1968/69 | 1. FC Phönix Lübeck | RFN               | Regionalliga  | 30    | 10     |
| 1969/70 | Hamburger SV        | RFN               | Bundesliga    | 22    | 1      |
| 1970/71 | Hamburger SV        | RFN               | Bundesliga    | 26    | 6      |
| 1971/72 | Hamburger SV        | RFN               | Bundesliga    | 28    | 5      |
| 1972/73 | Hamburger SV        | RFN               | Bundesliga    | 32    | 3      |
| 1973/74 | Hamburger SV        | RFN               | Bundesliga    | 32    | 4      |
| 1974/75 | Hamburger SV        | RFN               | Bundesliga    | 33    | 0      |
| 1975/76 | Hamburger SV        | RFN               | Bundesliga    | 33    | 3      |
| 1976/77 | Hamburger SV        | RFN               | Bundesliga    | 34    | 9      |
| 1977/78 | Hamburger SV        | RFN               | Bundesliga    | 28    | 3      |
| 1978/79 | Hamburger SV        | RFN               | Bundesliga    | 34    | 1      |
| 1980    | Edmonton Drillers   | Stany Zjednoczone | NASL          | 21    | 7      |
| 1981    | Edmonton Drillers   | Stany Zjednoczone | NASL          | 28    | 9      |
| 1982    | Tampa Bay Rowdies   | Stany Zjednoczone | NASL          | 32    | 4      |
| 1983    | Tampa Bay Rowdies   | Stany Zjednoczone | NASL          | 24    | 4      |
| 1983/84 | Hertha BSC          | RFN               | 2. Bundesliga | 18    | 2      |
| 1984/85 | FC St. Pauli        | RFN               | 2. Bundesliga | 20    | 2      |

## Kariera reprezentacyjna
W reprezentacji RFN Nogly zadebiutował 23 lutego 1977 roku w przegranym 0:1 w towarzyskim meczu z Francją. Wcześniej w 1976 roku został powołany przez selekcjonera Helmuta Schöna na Euro 76, jednak był tam rezerwowym i nie rozegrał żadnego spotkania, ale został wicemistrzem Europy. Łącznie w kadrze narodowej zagrał 4 razy.